# Matthew Long
Matthew Long  (ur. 27 czerwca 1975 w Sydney) – australijski wioślarz, brązowy medalista olimpijski z Sydney.
Zawody w 2000 były jego jedynymi igrzyskami olimpijskimi. Zajął trzecie miejsce w dwójce bez sternika (wspólnie z Jamesem Tomkinsem).